# Festivali i Këngës 44
Festivali i Këngës 44 var den 44:e upplagan av musiktävlingen Festivali i Këngës. Tävlingen ägde rum mellan den 16 och 18 december 2005 med två semifinaler (16 och 17 december) och en final den 18 december. För tredje gången användes tävlingen till att utse Albaniens representant i Eurovision Song Contest. 34 låtar deltog från början med 20 stycken som tog sig till finalen. Slutligen stod Luiz Ejlli som segrare med låten "Zjarr e ftohtë". Tvåa slutade Era Rusi med låten "Nuk je ëndërr" och trea slutade Evis Mula med "E dua këngën". I tävlingen meddelades endast de tre artister som slutade topp tre. I tävlingen användes dels en jury (50%) och dels folkets telefonröster (50%). I finalen gjorde föregående årets vinnare, Ledina Çelo, ett gästframträdande.

## Semifinaler

### Semifinal 1
| Nr | Artist                     | Låt                      | Finalist |
| -- | -------------------------- | ------------------------ | -------- |
| 1  | Besart Halimi              | Loja dashuri             | Nej      |
| 2  | Sfinks                     | Heshtje                  | Nej      |
| 3  | Rudi                       | Qyteti im                | Nej      |
| 4  | Edmond Mancaku             | Ish dashuri dhe jo mëkat | Nej      |
| 5  | Aurel Thëllimi             | Dhe kur kujtesa...       | Nej      |
| 6  | Julian Lekoçaj             | Niki                     | Nej      |
| 7  | Erinda Dhima               | Për ju                   | Ja       |
| 8  | Edona Llalloshi            | Vetëm një puthje         | Ja       |
| 9  | Tonin Marku                | Sytë e dashurisë         | Nej      |
| 10 | Agim Poshka                | Nostalgji                | Ja       |
| 11 | Evis Mula                  | E dua këngën             | Ja       |
| 12 | Mateus Frroku              | Ti ëngjëll, unë prometë  | Ja       |
| 13 | Era Rusi                   | Nuk je ëndërr            | Ja       |
| 14 | Ermiona Lekbello           | Gjysëm ëndërr je o grua  | Nej      |
| 15 | Erti Hizmo & Flaka Krelani | Për ty                   | Ja       |
| 16 | Joe Artid Fejzo            | Zhurma e heshtjes        | Nej      |
| 17 | Kozma Dushi                | Nuk plaken ëndrrat       | Ja       |

### Semifinal 2
| Nr | Artist                        | Låt                        | Finalist |
| -- | ----------------------------- | -------------------------- | -------- |
| 1  | Eri feat. Perfect Bliss       | Dumbade                    | Ja       |
| 2  | Sonida Mara                   | Vjeshtë me ty              | Ja       |
| 3  | Armando Dimi                  | Mall                       | Nej      |
| 4  | Guximtar Rushani              | Lotë dashurie              | Nej      |
| 5  | Yllka Kuqi                    | Të gjeta                   | Nej      |
| 6  | Pandora                       | Pritja                     | Nej      |
| 7  | Denisa Macaj & Entela Zhula   | Kur zemra prek një dashuri | Ja       |
| 8  | Sajmir Çili                   | Hipokrizi                  | Ja       |
| 9  | Luiz Ejlli                    | Zjarr e ftohtë             | Ja       |
| 10 | Ingrid Jushi                  | Po dhe jo                  | Nej      |
| 11 | Kujtim Prodani                | Theva kokën si pa dashur   | Ja       |
| 12 | Albërie Hadërgjonaj           | Ah sikur kjo jetë          | Ja       |
| 13 | Manjola Nallbani              | S'mjafton një jetë         | Ja       |
| 14 | Marsida Saraçi                | Do të doja                 | Ja       |
| 15 | Anjeza Shahini                | Pse ndal                   | Ja       |
| 16 | Miriam Cani                   | Shko                       | Ja       |
| 17 | Mariza Ikonomi & Erion Korini | Edhe fati qan              | Ja       |

## Final
Finalen hölls den 18 december 2005 i Pallati i Kongreseve i Tirana. Efter att rösterna delats ut stod det klart att Luiz Ejlli vunnit tävlingen med låten "Zjarr e ftohtë". Tvåa slutade Era Rusi med "Nuk je ëndërr" och på tredje plats kom Evis Mula med "Ku t'a gjej unë këngën". Övriga resultat redovisades dock ej. Däremot fick Entela Zhula och Denisa Macaj ett ungdomspris. 
| Nr | Artist                        | Låt                        | Plats |
| -- | ----------------------------- | -------------------------- | ----- |
| 1  | Kujtim Prodani                | Theva kokën si pa dashur   | ?     |
| 2  | Manjola Nallbani              | S'mjafton një jetë         | ?     |
| 3  | Edona Llalloshi               | Vetëm një puthje           | ?     |
| 4  | Eri feat. Perfect Bliss       | Dumbade                    | ?     |
| 5  | Marsida Saraçi                | Do të doja                 | ?     |
| 6  | Mateus Frroku                 | Ti ëngjëll, unë promete    | ?     |
| 7  | Mariza Ikonomi & Erion Korini | Edhe fati qan              | ?     |
| 8  | Kozma Dushi                   | Nuk plaken ëndrrat         | ?     |
| 9  | Denisa Macaj & Entela Zhula   | Kur zemra prek një dashuri | ?     |
| 10 | Sonila Mara                   | Vjeshtë me ty              | ?     |
| 11 | Anjeza Shahini                | Pse ndal                   | ?     |
| 12 | Albërie Hadërgjonaj           | Ah sikur kjo jetë          | ?     |
| 13 | Sajmir Çili                   | Hipokrizi                  | ?     |
| 14 | Evis Mula                     | E dua këngën               | 3     |
| 15 | Luiz Ejlli                    | Zjarr e ftohtë             | 1     |
| 16 | Erti Hizmo & Flaka Krelani    | Për ty                     | ?     |
| 17 | Miriam Cani                   | Shko                       | ?     |
| 18 | Era Rusi                      | Nuk je ëndërr              | 2     |
| 19 | Agim Poshka                   | Nostalgji                  | ?     |
| 20 | Erinda Dhima                  | Për ju                     | ?     |